# Ferial Daja
Ferial Daja, född den 5 november 1946 i Tirana i Albanien, är en albansk forskare och etnomusikolog.
Daja studerade musik vid akademin Jordan Misja åren 1960-1964 och fortsatte sina studier vid statskonservatoriet i Tirana där han tog examen 1969. Han var forskarexpert vid Institutet för folkkultur i Tirana åren 1969-1994. Han har skrivit och givit ut publikationer kring albansk folkmusik.